# Оссіо (Вісконсин)
Оссіо (англ. Osseo) — місто (англ. city) в США, в окрузі Тремполо штату Вісконсин. Населення — 1811 особа (2020).

## Географія
Оссіо розташоване за координатами 44°34′45″ пн. ш. 91°12′42″ зх. д. / 44.57917° пн. ш. 91.21167° зх. д. (44.579199, -91.211613).  За даними Бюро перепису населення США в 2010 році місто мало площу 5,41 км², з яких 5,35 км² — суходіл та 0,06 км² — водойми.

## Демографія
Згідно з переписом 2010 року, у місті мешкала 1701 особа в 737 домогосподарствах у складі 444 родин. Густота населення становила 314 осіб/км².  Було 786 помешкань (145/км²).
Расовий склад населення:
| - 97,6 % — білих - 0,9 % — корінних американців - 0,1 % — чорних або афроамериканців - 0,1 % — азіатів |

До двох чи більше рас належало 0,6 %. Частка іспаномовних становила 1,6 % від усіх жителів.
За віковим діапазоном населення розподілялося таким чином: 26,0 % — особи молодші 18 років, 56,5 % — особи у віці 18—64 років, 17,5 % — особи у віці 65 років та старші. Медіана віку мешканця становила 38,5 року. На 100 осіб жіночої статі у місті припадало 90,5 чоловіків;  на 100 жінок у віці від 18 років та старших — 90,6 чоловіків також старших 18 років.
Середній дохід на одне домашнє господарство  становив 57 999 доларів США (медіана — 43 043), а середній дохід на одну сім'ю — 77 204 долари (медіана — 64 167). Медіана доходів становила 42 734 долари для чоловіків та 31 429 доларів для жінок. За межею бідності перебувало 8,2 % осіб, у тому числі 10,9 % дітей у віці до 18 років та 10,8 % осіб у віці 65 років та старших.
Цивільне працевлаштоване населення становило 834 особи. Основні галузі зайнятості: освіта, охорона здоров'я та соціальна допомога — 24,2 %, виробництво — 16,9 %, роздрібна торгівля — 15,0 %.